# Gerhard Friedrich Wagner

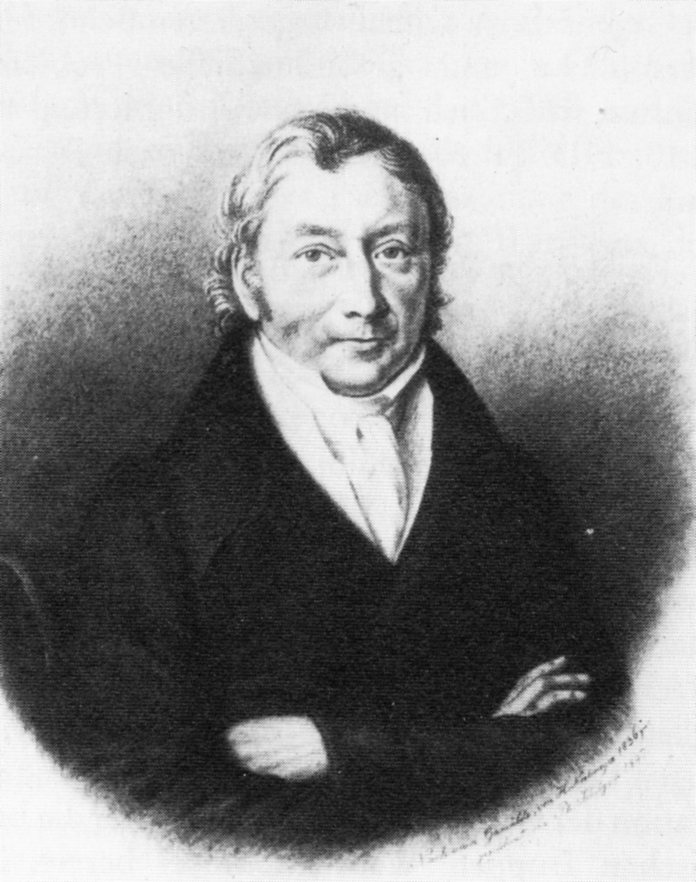
Gerhard Friedrich Wagner

Gerhard Friedrich Wagner (* 13. Juli 1769 in Osnabrück; † 12. April 1846 in Osnabrück) war ein Tuchhändler und Senator der Stadt Osnabrück.

## Leben

### Lebenslauf
Wagner wurde in Osnabrück als Sohn eines Tuchhändlers geboren. Nachdem er einige Jahre lang das Ratsgymnasium besucht hatte, trat er ein in eine Kaufmannslehre bei einem seiner Taufpaten, Gerhard Friedrich von Gülich, der mit seinem Bruder Johann Caspar eine Tuchhandlung führte. 1805 kaufte Wagner das Haus Krahnstraße Nr. 30 und eröffnete eine eigene Stoffhandlung. Zu dem Haus gehörte eine Berechtigung in der Herrenteichslaischaft, deren Vorsteher er viele Jahre war. Er wurde zunächst als Altermann in den Rat der Stadt Osnabrück gewählt. Nach Einführung einer neuen Stadtverfassung wurde Wagner zu einem von zwei Senatoren gewählt. Dieses Amt hatte er bis zu seinem Tod 1846 inne. Sein Nachfolger war Carl Gosling. Er gehörte aus wirtschaftlichen Gründen zu den Befürworter des Staatsgrundgesetzes von 1833 und beteiligte sich an der Petition gegen dessen Aufhebung 1837. Kurz vor seinem Tod schrieb Wagner seine Lebenserinnerungen nieder. Sie wurden in zwei Bänden von Hermann Forst 1891 und 1893 herausgegeben. Wagners Grabstätte befindet sich auf dem Hasefriedhof.

### Wagner als Pomologe

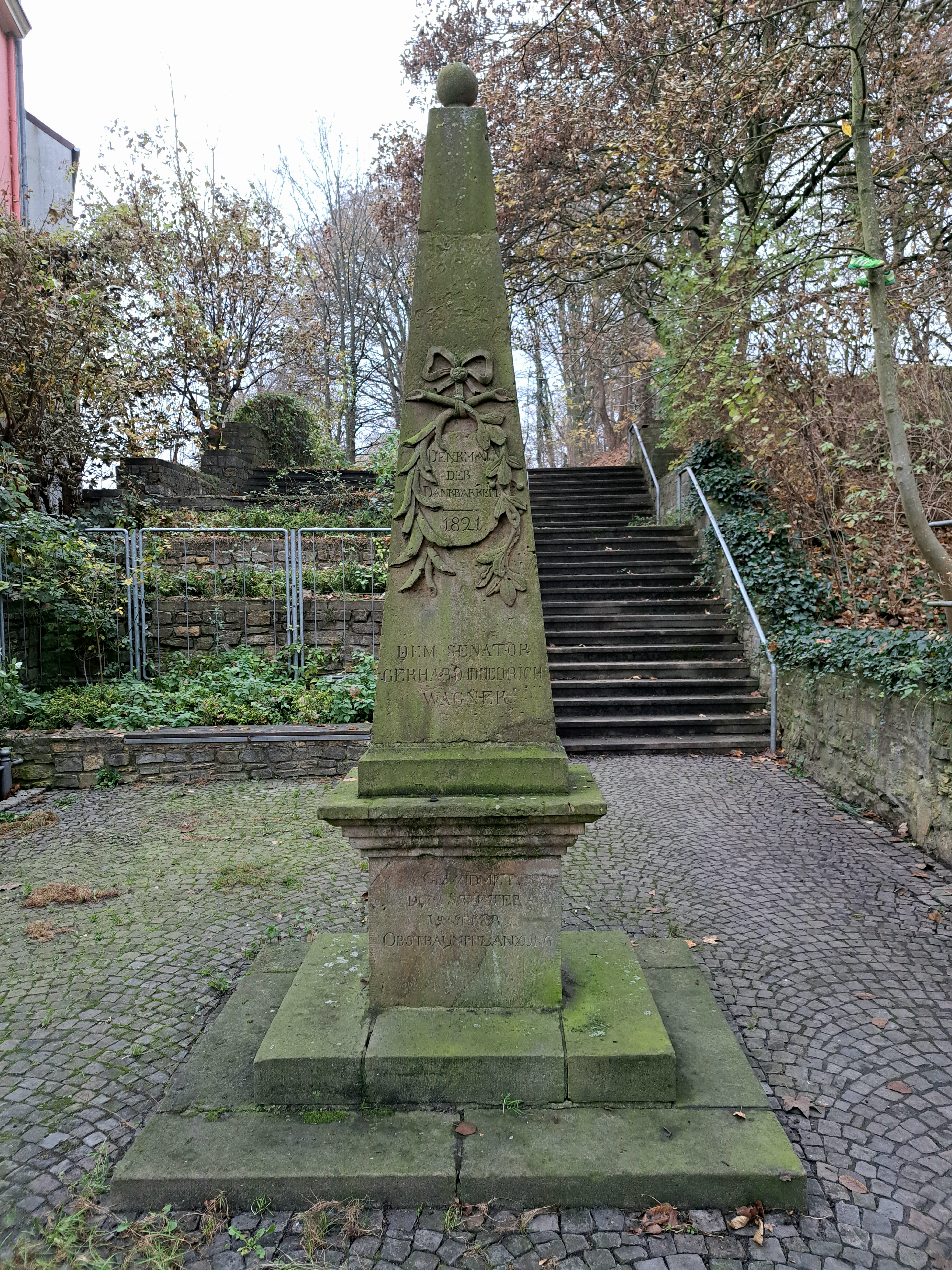
Denkmal der Dankbarkeit

Er gründete 1818 den „Pomologischen Verein zur Förderung der Anlage von Obstbaumplantagen“. Er wollte damit das Stadtbild verschönern und zur gesünderen Ernährung der Bevölkerung beitragen, es ging ihm aber auch um den wirtschaftlichen Ertrag von Obstbäumen. Als Vorsteher der Herrenteichslaischaft ließ er mit zu diesem Zweck eingeworbenen Spendengeldern auf dem Klushügel 1250 Apfel-, Birnen-, Zwetschen-, Kirsch- und Walnussbäume pflanzen, legte einen Birnenbaumallee an der Alten Poststraße an und säumte die Bohmter Straße mit Linden. Sein Engagement wurde von den Osnabrücker Bürgern sehr begrüßt und die Herrenteichslaischaft errichtete 1821 auf dem Klushügel ein Denkmal in Form eines mannshohen Obelisken für ihn, welches heute noch steht.

### Mitgründer des Bürgerparks
Bereits in der Zeit 1815–1832 begann Wagner, unterstützt von einzelnen weiteren Osnabrücker Bürgern, mit der Umgestaltung der wüst gewordenen Steinbrüche am westlichen Gertrudenberg. Am 27. Juli 1835 gründete er den „Verein zur Erhaltung und Beförderung der Schönheiten vaterländischer Fluren“. Der Osnabrücker Magistrat erteilte ihm die Genehmigung, die alten Kalksteingruben auf dem Gertrudenberg aufzuräumen und das verwilderte Gelände zu einem „Lustgarten am Gertrudenberge“ zu gestalten. Vereinsbeiträge, Spenden und Einnahmen aus Eintrittsgeldern zur Besichtigung der Gertrudenberger Höhlen (ab 1838 wieder begehbar) machten es möglich, weitere Ländereien hinzu zu kaufen. Wagner hatte den Grundstein für die Entwicklung eines Stadtparks gelegt, indem er mit Erfolg an den Gemeinsinn seiner Mitbürger appelliert hatte. 1876 ging der Bürgerpark in städtischen Besitz über. Zu Ehren Wagners trägt der Weg an der Westflanke des Bürgerparks seit 1968 den Namen Senator-Wagner-Weg.

## Schriften
- Hermann Forst (Hrsg.): Osnabrück vor 100 Jahren. Aufzeichnungen des Senators Gerhard Friedrich Wagner. Osnabrück 1891.
- Hermann Forst (Hrsg.): Osnabrück in den Jahren 1800–1811. Aufzeichnungen des Senators Gerhard Friedrich Wagner. Osnabrück 1893.